# Wilhelm Kämmerer

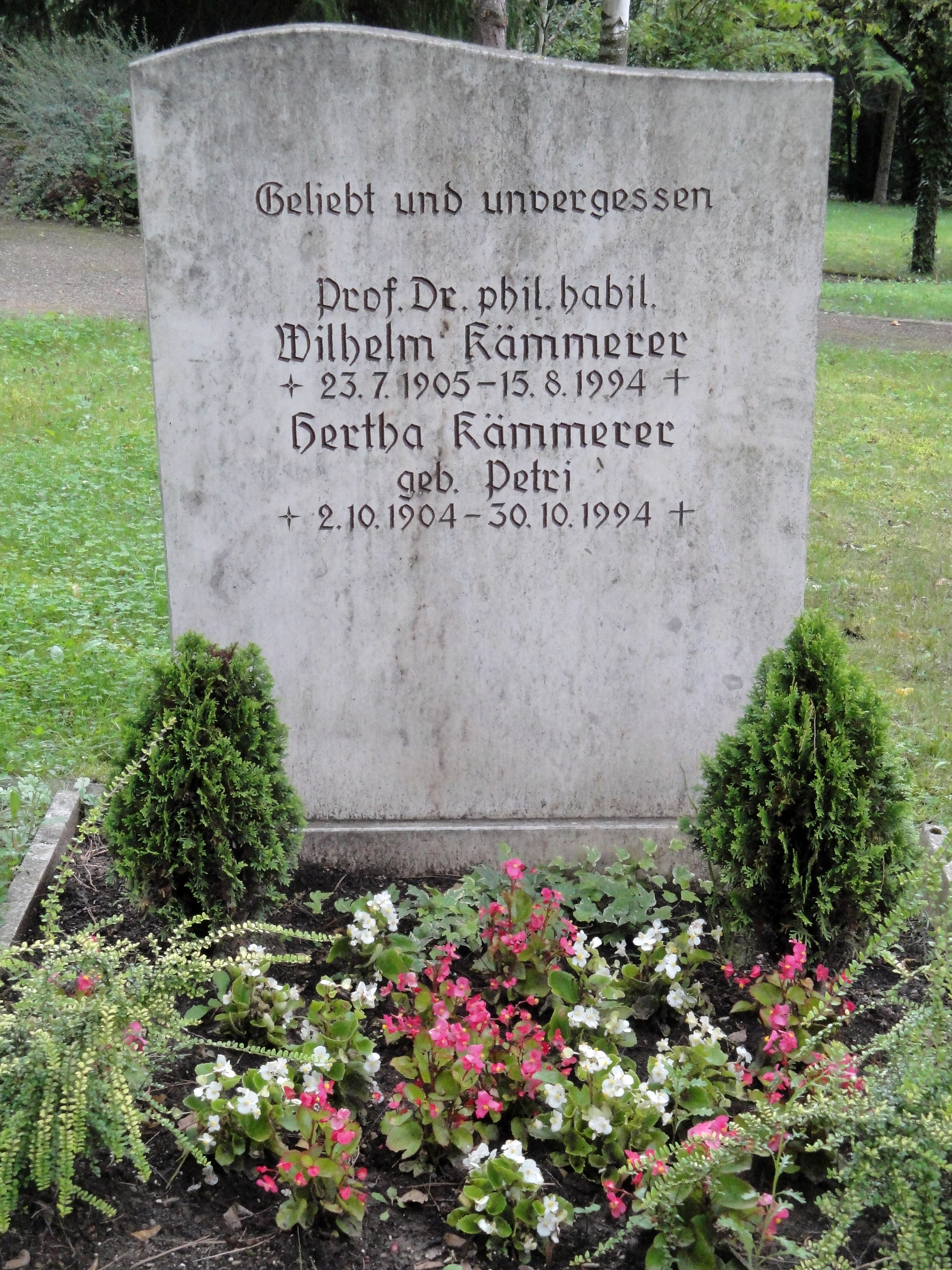
Grab von Wilhelm Kämmerer auf dem Nordfriedhof (Urnenhain IIIB) in Jena

Wilhelm Kämmerer (* 23. Juli 1905 in Büdingen; † 15. August 1994 in Jena) war ein deutscher Ingenieur und Computerpionier der DDR.

## Biographie
Kämmerer besuchte von 1914 bis zu seinem Abitur am 2. März 1923 in Büdingen das Wolfgang-Ernst-Gymnasium. Er studierte Mathematik und Physik in Göttingen und Gießen, wo er 1927 zum Dr. phil. promovierte. Ab 1930 war er im Schuldienst in Naumburg an der Saale tätig. Im Jahr 1933 trat er der NSDAP bei. Ab 1943 arbeitete er in den Zeiss-Werken Jena.
Von 1946 bis 1953 war er in der Sowjetunion tätig. Zurück in Deutschland gehörte er zum Entwicklungsteam des Relais-Großrechners OPREMA im VEB „Carl Zeiss“ in Jena, der 1955 in Betrieb genommen wurde. Außerdem entwickelte er die theoretischen Grundlagen zum Bau der Computer des Typs ZRA 1, der für technische Betriebe und die technische Ausbildung in der DDR verwendet wurde. Er erhielt 1955 den Nationalpreis der DDR für Wissenschaft und Technik im Kollektiv. 1970 wurde er zum Mitglied der Leopoldina gewählt. 1991 erhielt er für seine Arbeiten die Konrad-Zuse-Medaille für Verdienste um die Informatik der Gesellschaft für Informatik.
Neben seinen technischen Entwicklungen war er Autor einer Reihe von Fachbüchern über Rechenautomaten sowie über die mathematischen Anwendungen der Kybernetik.